# Mu Cassiopeiae
Pour les articles homonymes, voir Marfak.
Désignations
Mu Cassiopeiae est une étoile binaire située dans la constellation de Cassiopée. Son nom traditionnel est Marfak, qu'elle partage avec les étoiles θ Cassiopeiae, κ Herculis et α Persei (voir Marfak). Elle est visible à l'œil nu avec une magnitude apparente combinée de 5,17. D'après la mesure de sa parallaxe annuelle par le satellite Gaia, le système est distant de ∼ 25 a.l. (∼ 7,66 pc) de la Terre. Il se rapproche du Système solaire à une vitesse radiale de −98,1 km/s.
L'étoile primaire du système, désignée Mu Cassiopeiae Aa, est classée comme une naine jaune de type spectral G5Vb et elle est même considérée comme une étoile standard pour cette classe, même si elle est fréquemment décrite comme une sous-naine, qui possède une luminosité inférieure à celle qui est attendue pour une étoile sur la séquence principale de type G5. Sa métallicité, c'est-à-dire l'abondance en éléments plus lourds que l'hélium, vaut environ un sixième celle du Soleil. Elle est un peu plus petite que le Soleil, avec une masse qui vaut 74 % celle du Soleil.
Son compagnon, désigné Mu Cassiopeiae Ab, est une naine rouge. Elle complète une orbite en environ 21,6 ans et selon une excentricité marquée de 0,59. Sa masse vaut 17 % celle du Soleil.